# Mediorhynchus centurorum
Mediorhynchus centurorum är en hakmaskart som beskrevs av Brent B. Nickol 1969. Mediorhynchus centurorum ingår i släktet Mediorhynchus och familjen Giganthorhynchidae. Inga underarter finns listade i Catalogue of Life.